# Baie de Sligo
La baie de Sligo (en anglais : Sligo Bay, en irlandais : Cuan Shligigh) est une baie de l'océan Atlantique qui se situe en Irlande,dans le comté de Sligo.

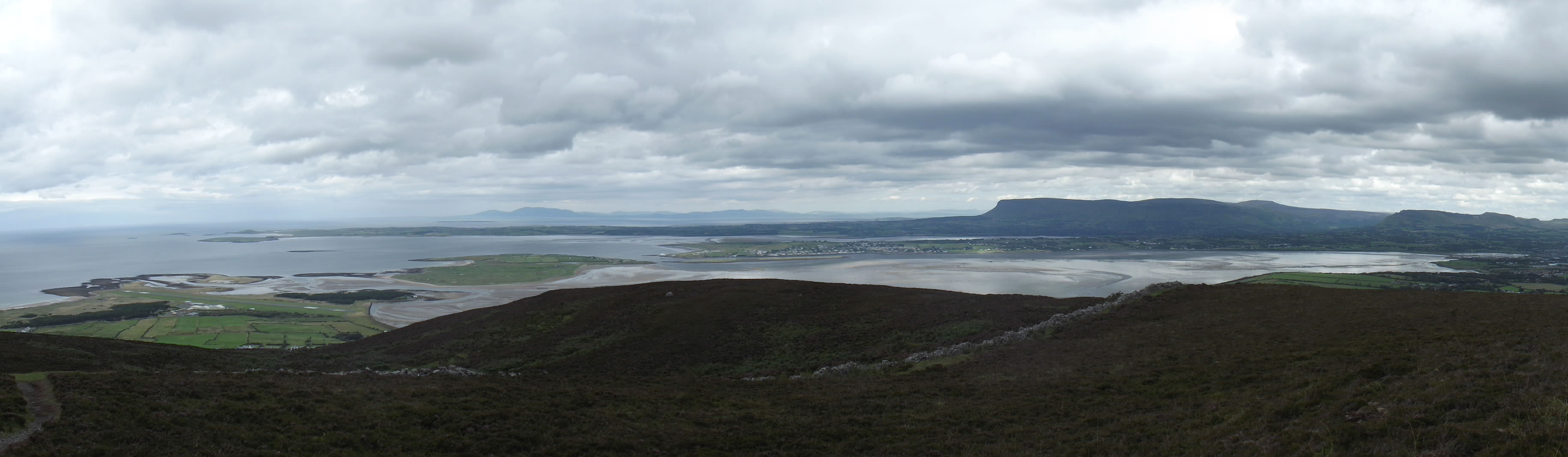
La baie vue de Knocknarea

La baie de Sligo se trouve entre Aughris Head au sud et Roskeeragh Point au nord.
L'intérieur de la baie est divisée en trois plans d'eau plus petits qui sont les estuaires de trois rivières : Drumcliff, Garavogue et Bonet. Les estuaires sont des aires protégées dans le cadre du Réseau Natura 2000 et gérées par le Service national des parcs et de la vie sauvage d'Irlande.

## Les phares
- Phare de Black Rock
- Phare d'Oyster Island
- Phare de Lower Rosses